# Aneun yeoja
Someone Special (en Coreano:아는 여자) es una película surcoreana de 2004 dirigida por Jang Jin y protagonizada por Lee Na-young y Jung Jae-young.  Es una comedia romántica que trata sobre un jugador de béisbol en problemas y una camarera que se enamora de él a primera vista.
Fue seleccionada para ser proyectada en el Festival Internacional de Cine de Pusan, y en 2005 en el Festival Cinematográfico del Lejano Oriente de Udine. Se estrenó en los Estados Unidos en 2005, en el Festival de Cine Asiático de New York.
Se trata de un remake de la película Never Say Die, de 1939. El título original en coreano (아는 여자) significa Una mujer que conozco.

## Argumento
A pesar de haber salido con un gran número de mujeres el jugador profesional de béisbol Dong Chi-sung nunca ha tenido un primer amor. "Yo siempre pienso que es amor, pero tarde o temprano me enteraré de que no lo es..." por supuesto, su última novia también lo dejó, y, a continuación, en el mismo día, al ir al médico descubre que tiene un tumor maligno, con solo tres meses más de vida. Es septiembre, así que él no vivirá para ver el año nuevo. Con su mente en picada, se va con un amigo a un bar a beber para calmar su dolor.
No es un bebedor empedernido, por lo que Chi-sung se desmaya y despierta en una habitación de hotel con la camarera, una peculiar mujer a la que ha ignorado hasta ahora."¿Cómo llegué aquí?", le pregunta en la confusión, y ella le dice que lo metió en una caja para llevarlo hasta ahí. Entonces ella comienza a contarle acerca de cómo actúa cuando está borracho, antes de dejarlo solo en la habitación del hotel. Al día siguiente va a la práctica de béisbol, completamente incapaz de concentrarse. Antiguamente fue un exitoso lanzador en la universidad, se trasladó a los jardines después de una lesión en el hombro, y luego fue degradado a las ligas menores. En su camino a casa, oye una historia extrañamente familiar siendo contada en un programa de radio dedicado a las "confesiones de amor." Alguien que se hace llamar a sí misma "la escritora de la Princesa" está hablando acerca de llevar a un hombre en una caja hasta la habitación de un hotel, y hablar con él allí. 
Han Yi-yeon trabaja medio tiempo en un bar y en una cafetería, y escucha los programas de radio como un hobby. Diez años antes, un joven estudiante en uniforme de béisbol se mudó a su barrio, y a partir de ese día ella poco a poco se enamoró de él desde lejos. Pero ella nunca había encontrado la oportunidad de hablar con él, hasta la noche cuando llegó al bar donde ella trabaja. Ella se sorprendió al ver que lloraba y que después de solo tres bebidas se desmayó.
Sin tener muchas opciones de donde elegir, ella lo lleva a un hotel cercano. Viéndolo dormir tan tranquilamente, ella solo quiere estar junto a él durante el tiempo que pueda. Pero cuando él despertó, todas las palabras que quería decir se quedaron atascadas en su garganta, y todo lo que ella pudo hacer es decirle que él es un borracho con buen comportamiento. Frustrada y avergonzada, ella lo deja allí y se va de vuelta a casa. Entonces decide enviar una tarjeta postal—o cinco—a sus programas favoritos de radio...
A pesar de Chi-sung airadamente enfrenta a Yi-yeon acerca del "incidente" de la radio él le da una oportunidad. Una estación de radio le envía un teléfono móvil gratuito como un regalo a Yi-yeon, y ya que Chi-sung ha perdido recientemente el suyo, ella se lo da a él. Otra estación de radio le envió entradas gratis para el cine, así que ella las comparte con él. Mientras que en el cine, Chi-sung se encuentra con su antigua novia y presenta a Yi-yeon como "solo una mujer que conozco." ¿Habrá alguna manera de que ella puede llegar a ser "alguien especial" para él?...

## Reparto
- Jung Jae-young - Dong Chi-sung
- Lee Na-young - Han Yi-yeon
- Im Ha-ryong - policía
- Park Jun-se
- Jang Young-nam
- Jung Gyu-soo - Dr. Noh
- Kim Hye-na - Ju Yu-won
- Oh Seung-hyun - exnovia
- Park Mi-sook - vendedora
- Lee Min-jung
- Kim Hye-jung
- Im Seung-dae - doctor
- Jo Deok-hyeon - dueño del bar
- Han Seung-hee
- Yoon Joo-hee - azafata
- Choi Il-hwa - DJ 2
- Min Ji-young - DJ 4
- Kim Nan-hee
- Lee Cheol-min
- Jung Seong-woo

## Premios y nominaciones
2004 Chunsa Film Art Awards
- Actriz mejor - Lee Na-young

2004 Blue Dragon Film Awards
- Mejor Actriz Lee Na-young
- Nominación - Mejor Guion - Jang Jin

2004 Korean Film Awards
- Nominación - Mejor Guion - Jang Jin

2004 Busan Film Critics Awards
- Mejor Actor - Jung Jae-young
- Mejor Guion - Jang Jin

2004 Women in Film Korea Awards
- Mejor Actriz Lee Na-young

2005 Baeksang Arts Awards
- Nominación - Mejor Guion - Jang Jin